# Висоцько (Нижньосілезьке воєводство)
Висоцько (пол. Wysocko) — село в Польщі, у гміні Злотория Злоторийського повіту Нижньосілезького воєводства.
Населення — 158 осіб (2011).
У 1975-1998 роках село належало до Легницького воєводства.

## Демографія
Демографічна структура станом на 31 березня 2011 року:
|          | Загалом | Допрацездатний вік | Працездатний вік | Постпрацездатний вік |
| -------- | ------- | ------------------ | ---------------- | -------------------- |
| Чоловіки | 81      | 14                 | 58               | 9                    |
| Жінки    | 77      | 14                 | 42               | 21                   |
| Разом    | 158     | 28                 | 100              | 30                   |